# 本津幡駅
本津幡駅（ほんつばたえき）は、石川県河北郡津幡町字清水にある、西日本旅客鉄道（JR西日本）七尾線の駅である。

## 歴史
- 1898年（明治31年）4月24日：七尾鉄道の開業当初の起点である津幡仮停車場（つばたかりていしゃじょう）として開業[1][2][6]。
- 1900年（明治33年）
  - 6月16日：停車場の名称を津幡口仮停車場（つばたぐちかりていしゃじょう）に改称[6]。
  - 8月2日：七尾鉄道の津幡駅 - 津幡口仮停車場間が開通し、北陸本線と接続[2]。
- 1901年（明治34年）8月1日：津幡口仮停車場を廃止[6]。
- 1902年（明治35年）6月25日：旧津幡口仮停車場より1チェーン（約20メートル）南側に移設のうえ、本津幡駅として開業[3][6]。
- 1907年（明治40年）9月1日：七尾鉄道が鉄道国有法により国有化[2][6]。帝国鉄道庁（国鉄）の駅となる。
- 1909年（明治42年）10月12日：線路名称制定。七尾線の所属となる[2]。
- 1975年（昭和50年）4月1日：貨物取扱を廃止、旅客駅となる[6]。
- 1976年（昭和51年）5月1日：簡易委託駅化[要出典]。
- 1984年（昭和59年）2月1日：荷物扱い廃止[6]。
- 1987年（昭和62年）4月1日：国鉄分割民営化に伴い、西日本旅客鉄道（JR西日本）の駅となる[6]。
- 2021年（令和3年）
  - 3月13日：ICカード「ICOCA」の利用が可能となる[7][8][9]。
  - 4月1日：この日より無人駅となる[4][5]。

## 駅構造

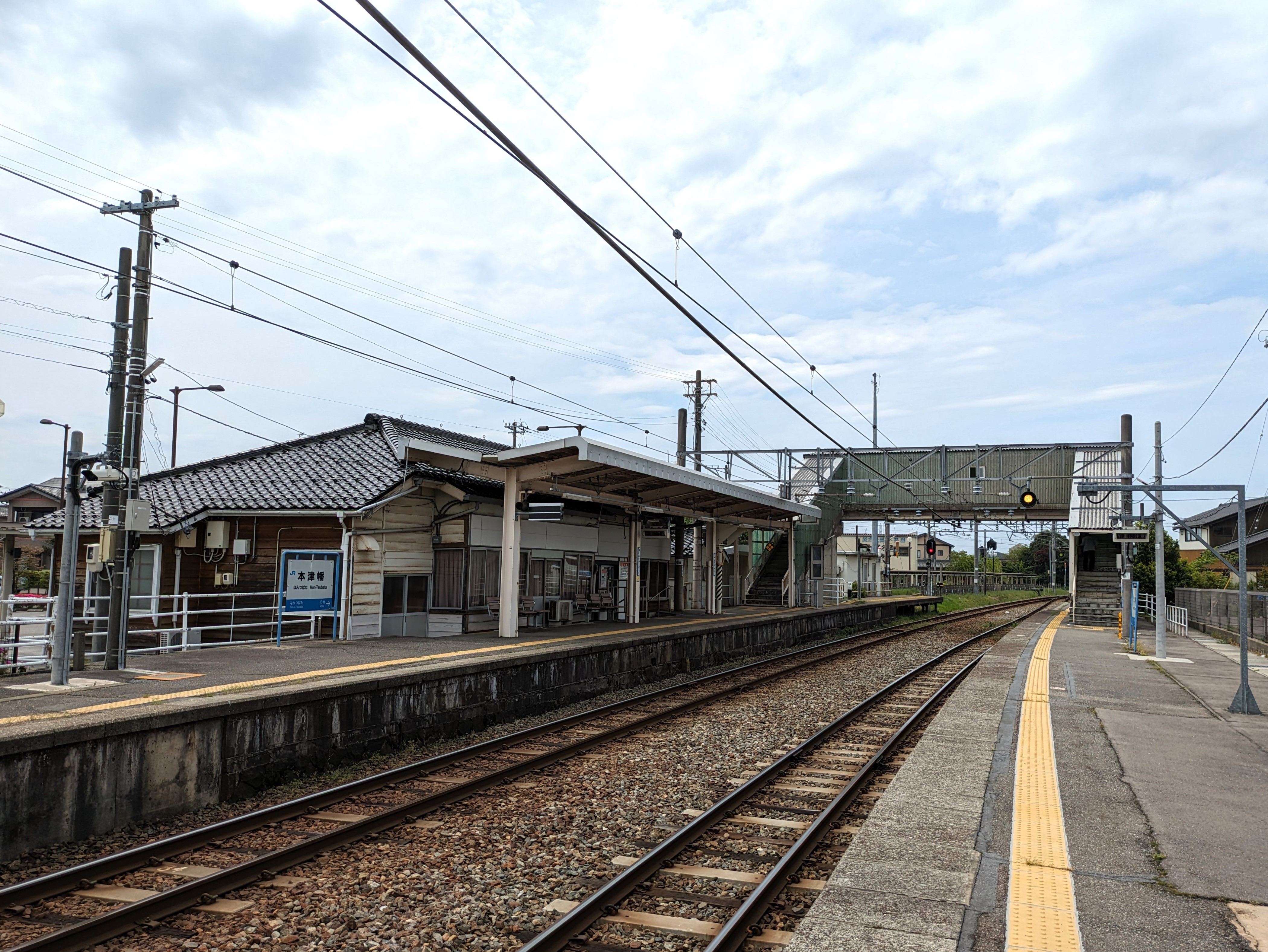
ホーム（2024年4月）

相対式ホーム2面2線を有する地上駅。駅舎は古くからの木造のものが下りホーム側にあり、上りホームへは跨線橋で連絡している。
七尾鉄道部が管理する無人駅。ICOCAなどの交通系ICカードが利用可能となっているが、当駅にはIC専用の簡易改札機が設置されておらず、列車内での精算となる。

### のりば
| ホーム | 路線    | 方向 | 行先           |
| ------ | ------- | ---- | -------------- |
| 駅舎側 | ■七尾線 | 下り | 羽咋・七尾方面 |
| 反対側 | ■七尾線 | 上り | 津幡・金沢方面 |

- 案内上ののりば番号は設定されていない（のりば番号標はなく、駅掲示時刻表にも番号の記載はない）[3]。
- 下り線が一線スルー化されており[3]、列車交換を行わない通過列車に限り、上り列車も下り線を通過する。ただし、一般的な一線スルーとは異なり、直線側を上下本線としておらず、上りと下りの本線は現在も分けられている。

## 利用状況
2019年（令和元年）度の1日平均乗車人員は407人である。
「石川県統計書」および「津幡町統計書」によると、近年の1日平均乗車人員の推移は以下のとおりである。
| 年度   | 1日平均 乗車人員 |
| ------ | ---------------- |
| 1997年 | 740              |
| 1998年 | 721              |
| 1999年 | 696              |
| 2000年 | 691              |
| 2001年 | 666              |
| 2002年 | 644              |
| 2003年 | 612              |
| 2004年 | 575              |
| 2005年 | 520              |
| 2006年 | 504              |
| 2007年 | 503              |
| 2008年 | 507              |
| 2009年 | 504              |
| 2010年 | 488              |
| 2011年 | 464              |
| 2012年 | 475              |
| 2013年 | 487              |
| 2014年 | 445              |
| 2015年 | 453              |
| 2016年 | 408              |
| 2017年 | 387              |
| 2018年 | 384              |
| 2019年 | 407              |

## 駅周辺
- 津幡町立津幡小学校
- 津幡ふるさと歴史館れきしる
- 石川県道59号高松津幡線
- 石川県道124号本津幡停車場線

### バス路線
- 北鉄金沢バス - 香林坊方面
- 津幡町営バス - 河合谷方面

## 隣の駅
西日本旅客鉄道（JR西日本）
■七尾線
中津幡駅 - 本津幡駅 - 能瀬駅